# 35 Variations sur un thème de Marcel Proust
35 Variations sur un thème de Marcel Proust est un texte de Georges Perec publié en 1974 dans Le Magazine littéraire, qui propose de façon ludique certaines contraintes oulipiennes. Le texte-souche, « Longtemps, je me suis couché de bonne heure », incipit du roman À la recherche du temps perdu de Marcel Proust, subit trente-cinq variations.

## Liste des variations
1. Réorganisation alphabétique
2. Anagramme
3. Anagramme (autre)
4. Lipogramme en A
5. Lipogramme en I
6. Lipogramme en E
7. Translation
8. Palindrome strict
9. Bourdon
10. Double bourdon
11. Épenthèse
12. Négation
13. Insistance
14. Ablation
15. Ablation (autre)
16. Double ablation
16 bis. Triple ablation
17. Triple contresens
18. Autre point de vue
19. Variations minimales
20. Antonymie
21. Amplification
22. Diminution
23. Permutation
24. Contamination croisée
25. Isomorphismes
26. Synonymie
27. Fine déduction
28. Contamination (autre)
29. Isoconsonnantisme
30. Isovocalisme
31. Isophonisme
32. Boule de neige clinamenoïde
33. Hétérosyntaxisme
34. Alexandrin fort
35. Interrogation

## Analyse
Le choix du nombre de variations est certainement dû au nombre de lettres contenues dans le texte-souche.
L'imitation ou le pastiche ne figurent pas parmi les variations choisies par Perec, probablement parce que le texte-souche est assez peu caractéristique du style de Proust, et se prête donc moins à cet exercice.

## Adaptations et rééditions
L'écrivain américain Harry Mathews en a créé une adaptation anglaise sur la célèbre question de Hamlet dans la pièce de William Shakespeare : To be or not to be, that is the question. (Être ou ne pas être, telle est la question.)
L'oulipien allemand Oskar Pastior a, par la suite, écrit une nouvelle version à partir de la dernière phrase du second Faust de Goethe : Das Ewig-weibliche zieht uns hinan. (L'Éternel féminin plus haut nous attire.)
En 1997, ces trois versions ont été réunies, et traduites par Jürgen Ritte, dans le fascicule Variations, variations, variationen de la Bibliothèque oulipienne.
L'oulipien Hervé Le Tellier a édité ce texte en 2009 aux éditions Le Castor astral, avec les collaborations de l'oplepienne (it) Brunella Eruli (à partir d'une phrase de Carducci) et du jeune poète castillan Guillermo Lopez Gallego (à partir d'une phrase de Clarín).
Les 35 Variations ont également été republiées en 2009 dans l'Anthologie de l'OuLiPo, éditée pour le 50e anniversaire du groupe.
En 2018, une adaptation roumaine a été réalisée par Ovidiu Komlod à partir des derniers vers du poème Hypérion (en roumain Luceafărul) de Mihai Eminescu : Ci eu în lumea mea mă simt/ Nemuritor și rece. (Et dans mon monde à moi je reste / Immortel et glacial.).
En 2020, Emmanuel Vaslin crée un bot informatique sur Twitter qui propose une suite aux 35 Variations sur un thème de Marcel Proust : deux fois par jour, de façon automatisée, est publiée une alternative aléatoire au texte souche.[réf. nécessaire]